# Canottaggio ai XVI Giochi paralimpici estivi - Due di coppia misto
Le gare di canottaggio due di coppia misto ai XVI Giochi paralimpici estivi si sono svolte dal 27 al 29 agosto 2021 presso il Sea Forest Waterway di Tokyo. Alla competizione hanno partecipato 24 atleti provenienti da 12 Paesi.

## Risultati
Tutti i tempi sono espressi in minuti. Tra parentesi è indicata la posizione occupata dall'atleta: capovoga (c) o prua (p).

### Batterie
Entrambe le batterie sono state disputate il 27 agosto 2021. I primi classificati di ciascuna batteria hanno avuto accesso alla finale A, gli altri hanno disputato una gara di ripescaggio ciascuno.

#### Batteria 1
| Pos. | Atleta                                             | Nazione     | Tempo   | Note |
| ---- | -------------------------------------------------- | ----------- | ------- | ---- |
| 1    | Liu Shuang (c) Jiang Jijian (p)                    | Cina        | 8:46,15 | FA   |
| 2    | Annika van der Meer (c) Corné de Koning (p)        | Paesi Bassi | 8:55,16 | R    |
| 3    | Chiara Nardo (c) Gian Filippo Mirabile (p)         | Italia      | 9:04,22 | R    |
| 4    | Josiane Dias de Lima (c) Michel Gomes Pessanha (p) | Brasile     | 9:19,28 | R    |
| 5    | Jessye Brockway (c) Jeremy Hall (p)                | Canada      | 9:43,91 | R    |
| 6    | Christophe Lavigne (c) Perle Bouge (p)             | Francia     | –       | R    |

#### Batteria 2
| Pos. | Atleta                                       | Nazione       | Tempo   | Note |
| ---- | -------------------------------------------- | ------------- | ------- | ---- |
| 1    | Laurence Whiteley (c) Lauren Rowles (p)      | Gran Bretagna | 8:42,27 | FA   |
| 2    | Svitlana Bohuslavska (c) Iaroslav Koiuda (p) | Ucraina       | 8:49,68 | R    |
| 3    | Simon Albury (c) Kathryn Ross (p)            | Australia     | 8:51,39 | R    |
| 4    | Jolanta Majka (c) Michał Gadowski (p)        | Polonia       | 9:04,15 | R    |
| 5    | Laura Goodkind (c) Russell Gernaat (p)       | Stati Uniti   | 9:27,00 | R    |
| 5    | Feruza Buriboeva (c) Otabek Kuchkorov (p)    | Uzbekistan    | 9:31,97 | R    |

### Ripescaggi
Entrambe le gare si sono svolte il 28 agosto 2021. I primi due classificati di ciascun ripescaggio hanno avuto accesso alla finale A, gli altri alla finale B.

#### Ripescaggio 1
| Pos. | Atleta                                      | Nazione     | Tempo   | Note |
| ---- | ------------------------------------------- | ----------- | ------- | ---- |
| 1    | Annika van der Meer (c) Corné de Koning (p) | Paesi Bassi | 8:10,35 | FA   |
| 2    | Jolanta Majka (c) Michał Gadowski (p)       | Polonia     | 8:11,98 | FA   |
| 3    | Simon Albury (c) Kathryn Ross (p)           | Australia   | 8:12,90 | FB   |
| 4    | Christophe Lavigne (c) Perle Bouge (p)      | Francia     | 8:27,49 | FB   |
| 5    | Jessye Brockway (c) Jeremy Hall (p)         | Canada      | 9:11,14 | FB   |

#### Ripescaggio 2
| Pos. | Atleta                                             | Nazione     | Tempo   | Note |
| ---- | -------------------------------------------------- | ----------- | ------- | ---- |
| 1    | Svitlana Bohuslavska (c) Iaroslav Koiuda (p)       | Ucraina     | 8:17,99 | FA   |
| 2    | Chiara Nardo (c) Gian Filippo Mirabile (p)         | Italia      | 8:20,98 | FA   |
| 3    | Josiane Dias de Lima (c) Michel Gomes Pessanha (p) | Brasile     | 8:25,16 | FB   |
| 4    | Laura Goodkind (c) Russell Gernaat (p)             | Stati Uniti | 8:26,17 | FB   |
| 5    | Feruza Buriboeva (c) Otabek Kuchkorov (p)          | Uzbekistan  | 8:55,42 | FB   |

### Finali
Le gare sono state disputate il 29 agosto 2021.

#### Finale A
| Pos.    | Atleta                                       | Nazione       | Tempo   | Note |
| ------- | -------------------------------------------- | ------------- | ------- | ---- |
| Oro     | Laurence Whiteley (c) Lauren Rowles (p)      | Gran Bretagna | 8:38,99 |      |
| Argento | Annika van der Meer (c) Corné de Koning (p)  | Paesi Bassi   | 8:43,85 |      |
| Bronzo  | Liu Shuang (c) Jiang Jijian (p)              | Cina          | 8:49,42 |      |
| 4       | Svitlana Bohuslavska (c) Iaroslav Koiuda (p) | Ucraina       | 8:54,97 |      |
| 5       | Chiara Nardo (c) Gian Filippo Mirabile (p)   | Italia        | 9:11,65 |      |
| 6       | Jolanta Majka (c) Michał Gadowski (p)        | Polonia       | 9:29,81 |      |

#### Finale B
| Pos. | Atleta                                             | Nazione     | Tempo   | Note |
| ---- | -------------------------------------------------- | ----------- | ------- | ---- |
| 7    | Simon Albury (c) Kathryn Ross (p)                  | Australia   | 8:56,69 |      |
| 8    | Josiane Dias de Lima (c) Michel Gomes Pessanha (p) | Brasile     | 9:05,60 |      |
| 9    | Christophe Lavigne (c) Perle Bouge (p)             | Francia     | 9:10,85 |      |
| 10   | Laura Goodkind (c) Russell Gernaat (p)             | Stati Uniti | 9:11,63 |      |
| 11   | Feruza Buriboeva (c) Otabek Kuchkorov (p)          | Uzbekistan  | 9:43,04 |      |
| 12   | Jessye Brockway (c) Jeremy Hall (p)                | Canada      | 9:53,64 |      |